# Yvonne McGregor
Yvonne McGregor (n. 9 aprilie 1961, Bradford, Anglia, Regatul Unit) este o ciclistă de performanță ce a reprezentat Regatul Unit al Marii Britanii și al Irlandei de Nord, medaliată olimpică. A participat la o ediție a Jocurilor Olimpice (2000) în care a câștigat o medalie de bronz.

## Participări
Lista de mai jos prezintă principalele competiții la care a participat Yvonne McGregor de-a lungul carierei.
- cycling at the 2000 Summer Olympics – women's individual pursuit[*]